# Balkantsi (Dobritsj)
Balkantsi (Bulgaars: Балканци) is een dorp in het noordoosten van Bulgarije. Het dorp is gelegen in de gemeente General Tosjevo in de oblast Dobritsj. Het dorp ligt hemelsbreed ongeveer 27 km ten noordoosten van Dobritsj en 404 km ten noordoosten van Sofia.

## Bevolking
Op 31 december 2020 woonden er 49 personen in het dorp Balkantsi. Het aantal inwoners vertoont al meerdere jaren een dalende trend: in 1965 woonden er nog 452 personen in het dorp.
| Bevolkingsontwikkeling tussen 1934 en 2020          |
| --------------------------------------------------- |
|                                                     |
| Bron: Nationaal Statistisch Instituut van Bulgarije |

In het dorp wonen nagenoeg uitsluitend etnische Bulgaren, maar ook een aantal Roma. In de optionele volkstelling van 2011 identificeerden 61 van de 67 ondervraagden zichzelf als etnische "Bulgaren". Daarnaast noemden 6 ondervraagden zichzelf "Roma".
| Etnische samenstelling van de respondenten (2011) | Etnische samenstelling van de respondenten (2011) | Etnische samenstelling van de respondenten (2011) | Etnische samenstelling van de respondenten (2011) | Etnische samenstelling van de respondenten (2011) |
| ------------------------------------------------- | ------------------------------------------------- | ------------------------------------------------- | ------------------------------------------------- | ------------------------------------------------- |
|                                                   |                                                   |                                                   |                                                   |                                                   |
| Bulgaren                                          | Bulgaren                                          |                                                   | 91,0%                                             | 91,0%                                             |
| Turken                                            | Turken                                            |                                                   | 0,0%                                              | 0,0%                                              |
| Roma                                              | Roma                                              |                                                   | 9,0%                                              | 9,0%                                              |
| Anders/Onbekend                                   | Anders/Onbekend                                   |                                                   | 0,0%                                              | 0,0%                                              |

Van de 67 inwoners die in februari 2011 werden geregistreerd, waren er 3 jonger dan 15 jaar oud (4,5%), gevolgd door 37 personen tussen de 15-64 jaar oud (55,2%) en 27 personen van 65 jaar of ouder (40,3%).